# Pasqualina Mirabella
Pasqualina Mirabella es una deportista italiana que compitió en taekwondo. Ganó una medalla de plata en el Campeonato Europeo de Taekwondo de 1980 en la categoría de –57 kg.

## Palmarés internacional
| Campeonato Europeo | Campeonato Europeo     | Campeonato Europeo | Campeonato Europeo |
| Año                | Lugar                  | Medalla            | Categoría          |
| ------------------ | ---------------------- | ------------------ | ------------------ |
| 1980               | Copenhague (Dinamarca) | Medalla de plata   | –57 kg             |